# Liste des familles subsistantes de la noblesse savoyarde
La liste des familles subsistantes de la noblesse savoyarde rassemble les familles subsistantes issues de la noblesse savoyarde, avant l'annexion de la Savoie par la France, le 24 mars 1860.
L'article repose notamment sur les travaux récents (années 2020) de Thierry d'Asnières de Veigy et Damien Greyfié de Bellecombe, ainsi que l'historien Christian Regat, qui ont entrepris de poursuivre l'Armorial et nobiliaire de l'ancien duché de Savoie d'Amédée de Foras, puis de François-Clément de Mareschal de Luciane, publiés en 5 volumes, entre 1863 et 1938. Deux volumes sont parus sous le titre Armorial et nobiliaire de l'ancien duché de Savoie : ou état de la noblesse savoyarde subsistante (2020, 2024), permettant de présenter à ce jour une quarantaine de familles. La liste est complétée par des familles non encore répertoriées par ces auteurs, mais figurant dans des autres ouvrages récents.
Il est fait mention, pour certaines, de l'adhésion à l'Association d'entraide de la noblesse française (ANF) et l'année d'entrée.
- Haut – A
- B
- C
- D
- E
- F
- G
- H
- I
- J
- K
- L
- M
- N
- O
- P
- Q
- R
- S
- T
- U
- V
- W
- X
- Y
- Z

## Liste des familles
- Savoie (de), comte (1033), puis duc de Savoie (1416), roi de Sicile (1713), roi de Sardaigne (1720) et roi d'Italie (1861).

### A
- Alexandry d'Orengiani (d'), extraction (1500), preuves de noblesse (1723)[Foras 1],[Asnières/Greyfié 1], ANF (1992)[2].
- Angleys, anoblie par lettres, baron (1842)[Foras 2],[Asnières/Greyfié 2], ANF (1990)[3].
- Arminjon, anobli par charge de Sénateur au Sénat de Savoie  par L.P (1835)[Valette 1],[Asnières/Greyfié 2], ANF (1983)[4].

Aubriot de La Palme, anoblie par L.P. (1778), comte (1839), ANF (1983).

### B
- Haut – A
- B
- C
- D
- E
- F
- G
- H
- I
- J
- K
- L
- M
- N
- O
- P
- Q
- R
- S
- T
- U
- V
- W
- X
- Y
- Z

- Blonay (de), extraction féodale (1038), barons (XVIIe siècle), branche aînée suisse (subsistante), branche cadette savoyarde (éteinte ?)[Foras 3],[6],[7].
- Le Borgne de Boigne, Boigne (de) (anciennement Le Borgne), comte héréditaire (1816, 1861, 1865), [Foras 4], ANF (1998)[8].
- Bouvier d'Yvoire, agrégation à la noblesse (1655), inscription dans  l’état de la noblesse du duché de Savoie (1700)[Foras 5], ANF (1948)[9].
- Brosses (de), extraction (1530)[10], ANF (1947)[10].
- Brotty d'Antioche (de), noblesse obtenue durant l'occupation bernoise, confirmation ducale par arrêt (1603)[Foras 6],[Asnières/Greyfié 1],[10].
- Buttet (de), ancienne extraction (1460)[Foras 7][réf. à confirmer], ANF (1985)[11].

### C
- Haut – A
- B
- C
- D
- E
- F
- G
- H
- I
- J
- K
- L
- M
- N
- O
- P
- Q
- R
- S
- T
- U
- V
- W
- X
- Y
- Z

- Capré de Mégève, filiation XVIIe siècle, acquisition de la noblesse par charge fin XVIIe siècle, comte de Mégève (1713)[Foras 8],[Asnières/Greyfié 2],[12].
- Castagnery de Châteauneuf (de), filiation prouvée 1550, baron de Châteauneuf[Foras 9],[Asnières/Greyfié 1].
- Charbonneau (de), anoblie par la charge en Dauphiné (1660), anoblie en Savoie (1659)[Foras 10],[Asnières/Greyfié 1],[13].
- Chessel (de), anoblie par LP de février 1594[Foras 11],[Asnières/Greyfié 1].
- Chevron Villette (de), extraction chevaleresque 1328, baron en 1604[Foras 12],[Asnières/Greyfié 1], ANF (1960).
- Chillaz (de) (olim Machard de Chillaz), anoblie le 26 mars 1491 par L.P. de Janus de Savoie[Foras 13][réf. à confirmer], ANF (1959).
- Chollet du Bourget (de), sénateur de Savoie (1673), achat seigneurie du Bourget (1727) reconnaissance 1753[Foras 14],[Asnières/Greyfié 2].
- Constantin de Magny (de), anoblie en 1560[Foras 15],[Asnières/Greyfié 2].
- Coppier (de), extraction 1565[Foras 16],[Asnières/Greyfié 2], ANF (1966).
- Cordon (de), légitimation 1558, honneurs de la Cour[Foras 17][réf. à confirmer], ANF (1963).
- Courtois (de) et Courtois d'Arcollières (de), anoblie en 1517[Foras 18][réf. à confirmer], ANF (1956).
- Costa de Beauregard, ancienne extraction 1389, marquis de Saint-Genix de Beauregard en 1700[Foras 19][réf. à confirmer], ANF (1935).

### D
- Haut – A
- B
- C
- D
- E
- F
- G
- H
- I
- J
- K
- L
- M
- N
- O
- P
- Q
- R
- S
- T
- U
- V
- W
- X
- Y
- Z

- Despine ou Espine (d'), baron en 1782, transféré par adoption (1794) et par autorisation royale (patentes royales de 1841)[Foras 20][réf. à confirmer], ANF (1979).

### F
- Haut – A
- B
- C
- D
- E
- F
- G
- H
- I
- J
- K
- L
- M
- N
- O
- P
- Q
- R
- S
- T
- U
- V
- W
- X
- Y
- Z

- Favier du Noyer de Lescheraine (ajout de Lescheraine par adoption, décret du 3 mai 1864), président du Sénat de  en 1610, baron en 1750[Foras 21],[Asnières/Greyfié 2], ANF (2007).
- Faucigny-Lucinge (de), extraction chevaleresque 1180[Foras 22][réf. à confirmer].
- Fernex de Mongex, comte par L.P. du Roi de Sardaigne le 19 mars 1824, Mégevette[Foras 23],[Asnières/Greyfié 1], ANF (2000).
- Foras (de), extraction chevaleresque 1392, Inscription dans l’Etat de la noblesse de Savoie en 1700 (AR). Confirmation du titre de comte par L.P. du roi d’Italie en 1890[Foras 24],[Asnières/Greyfié 2].
- Fortis, …[Asnières/Greyfié 2].

### G
- Haut – A
- B
- C
- D
- E
- F
- G
- H
- I
- J
- K
- L
- M
- N
- O
- P
- Q
- R
- S
- T
- U
- V
- W
- X
- Y
- Z

- Gabet, …[Asnières/Greyfié 2].
- Gantelet d'Asnières, Gantelet d'Asnières de Sales -et de Veuillet de Vigie (de) (anciennement Veigy), olim Dasnières de Veigy, anoblie 1615, vérifié 1628 et 1639, naturalisé français par L.P. d'avril 1787, maintenue de Noblesse par L.P. du 7 septembre 1788[Foras 25],[Asnières/Greyfié 2], ANF (2007).
- Girod de Montfalcon et Montfalcon (de), … [Asnières/Greyfié 2].
- Grenaud de Saint Christophe (de), comte de Grenaud par lettres patentes du 11 août 1840[Foras 26],[Asnières/Greyfié 1].
- Grailly (de), ancienne extraction 1405, (Pays de Gex), Guyenne[Foras 27][réf. à confirmer], ANF (1934).
- Greyfié de Bellecombe, anoblie en 1737, comte en 1825[Foras 28],[Asnières/Greyfié 2], ANF (1993).

### H
- Haut – A
- B
- C
- D
- E
- F
- G
- H
- I
- J
- K
- L
- M
- N
- O
- P
- Q
- R
- S
- T
- U
- V
- W
- X
- Y
- Z

- Humilly de Chevilly et de Serraval (d'), ancienne extraction, maintenue en 1566[Foras 29],[Asnières/Greyfié 2].

### J
- Haut – A
- B
- C
- D
- E
- F
- G
- H
- I
- J
- K
- L
- M
- N
- O
- P
- Q
- R
- S
- T
- U
- V
- W
- X
- Y
- Z

- Juge de Pieuillet (de), anoblie par LP du 20 août 1498, accord ducal de lettres d'ancienne noblesse (1598)[Foras 30],[Asnières/Greyfié 1].

### L
- Haut – A
- B
- C
- D
- E
- F
- G
- H
- I
- J
- K
- L
- M
- N
- O
- P
- Q
- R
- S
- T
- U
- V
- W
- X
- Y
- Z

- La Faverge de Bévy (de) (olim de Fabrica), filiation 1552, docteurs en droit d'Avignon au XVIe siècle (sous le patronyme de Fabrique)[Foras 31],[Asnières/Greyfié 2].
- La Fléchère de Beauregard (de), extraction chevaleresque 1370, comte en 1781, [Foras 32][réf. à confirmer], ANF (1990).
- La Forest Divonne (de), extraction chevaleresque 1398, comte en 1749, honneurs de la Cour, pair de France héréditaire avec pairie instaurée sous le titre de baron 1827-1831, [Foras 33],[Asnières/Greyfié 1], ANF (1935).
- Le Blanc de Cernex, extraction 1572, [Foras 34][réf. à confirmer], ANF (1971).

### M
- Haut – A
- B
- C
- D
- E
- F
- G
- H
- I
- J
- K
- L
- M
- N
- O
- P
- Q
- R
- S
- T
- U
- V
- W
- X
- Y
- Z

- Maistre (de), sénateur de Savoie (1740), comte en 1778[Foras 35],[Asnières/Greyfié 1], ANF (1942).
- Mareschal de Luciane,  ancienne extraction 1457[Foras 36],[Asnières/Greyfié 2], ANF (1954).
- Mathieu de Marcley de Saint Réal), …[Asnières/Greyfié 1].
- Menthon et - d'Aviernoz (de), extraction chevaleresque 1219[Foras 37],[Asnières/Greyfié 1], ANF (1979).
- Michaud, baron en 1846[Foras 38],[Asnières/Greyfié 1], ANF (1959).
- Milliet de Faverges et de Challes, juge-mage du Faucigny anobli en 1581, marquis en 1644[Foras 39],[Asnières/Greyfié 1].
- Milliet de Saint-Alban, …[Asnières/Greyfié 1].
- Morand de Confignon (de), anoblie en 1785, [Foras 40], ANF (1967)
- Morsier (de), extraction, maintenues 1693 et 1723, famille protestante émigrée en Suisse[14].

### O
- Haut – A
- B
- C
- D
- E
- F
- G
- H
- I
- J
- K
- L
- M
- N
- O
- P
- Q
- R
- S
- T
- U
- V
- W
- X
- Y
- Z

- Oncieu de La Bâtie (d'), et de Chaffardon, extraction chevaleresque 1316, marquis de La Bâtie 1669, marquis de Chaffardon 1682[Foras 41],[Valette 2], ANF (1950).

### P
- Haut – A
- B
- C
- D
- E
- F
- G
- H
- I
- J
- K
- L
- M
- N
- O
- P
- Q
- R
- S
- T
- U
- V
- W
- X
- Y
- Z

- Pacoret de Saint-Bon, anoblissement par lettres 1781[Foras 42],[Asnières/Greyfié 1], ANF (1993).
- Perret d'Angloz, anoblissement en 1626[Asnières/Greyfié 2].
- Perrier de La Bâthie, lettres patentes 1775[réf. nécessaire], ANF (2014)
- Pillet-Will, …[Asnières/Greyfié 2].
- Port de Pontcharra (du), anoblie en 1612[15][réf. à confirmer], ANF (1945).
- Portier de Bellair, …[Asnières/Greyfié 2].

### R
- Haut – A
- B
- C
- D
- E
- F
- G
- H
- I
- J
- K
- L
- M
- N
- O
- P
- Q
- R
- S
- T
- U
- V
- W
- X
- Y
- Z

- Rebut de Saxel, …[Asnières/Greyfié 1].
- Regard de Villeneuve, …[Asnières/Greyfié 2].
- Reydet de Vulpillières (de), extraction 1560, [Foras 43],[Asnières/Greyfié 1], ANF (1987).
- Rivérieulx de Varax (de) et Rivérieulx de Chambost de Lépin (de), anoblissement par charge de secrétaire du roi le 12 avril 1719[16], ANF (1935).
- Rolland de Villard-Sallet (de), extraction 1563, [Foras 44][réf. à confirmer], ANF (1954).
- Roussy de Sales (de), secrétaire du roi 1704, marquis 1821 (relève le nom de l'ancienne famille de Sales, [Foras 45][réf. à confirmer].

### S
- Haut – A
- B
- C
- D
- E
- F
- G
- H
- I
- J
- K
- L
- M
- N
- O
- P
- Q
- R
- S
- T
- U
- V
- W
- X
- Y
- Z

- Salteur de La Serraz, extraction 1507, Patentes de noblesse en 1563, marquis de Samoëns (1698), marquis de La Serraz (1784), Savoie[Foras 46], ANF (1992)[17].
- Seyssel-Cressieu (de), extraction féodale 1330

(branche de Sothonod), extraction 1522, marquis d'Aix L.P. 1575, comte en 1745, ANF (1947).

### T
- Haut – A
- B
- C
- D
- E
- F
- G
- H
- I
- J
- K
- L
- M
- N
- O
- P
- Q
- R
- S
- T
- U
- V
- W
- X
- Y
- Z

- Thiollaz (de), anoblie par L.P. (1594)[19].

### V
- Haut – A
- B
- C
- D
- E
- F
- G
- H
- I
- J
- K
- L
- M
- N
- O
- P
- Q
- R
- S
- T
- U
- V
- W
- X
- Y
- Z

- Verger de Saint-Thomas des Essarts (du), extraction féodale (1323), baron des Essarts (1739), branche éteinte en 1918 ; comte du Verger de Saint Thomas (1847)[Foras 48],[20].
- Vialet/Viallet de Montbel, noblesse de quatre charges successives de Sénateur au Sénat de Savoie, titre impérial (1812), comte par L.P. (1829), Saint-Pierre-de-Soucy[Foras 49],[Asnières/Greyfié 1], ANF (2004)[21].
- Vignet de Vendeuil (de), anoblie par inféodation de la baronnie des Etoles (1757), branche éteinte ; comte (1818), branche subsistante[Foras 50], ANF (1980)[20].
- Vincent de Fésigny, anoblie (1556, 1565), branche Vincent de la Croix et Vincent  de Fésigny (donnée éteinte par l'Armorial en 1925)[Foras 51],[Asnières/Greyfié 2].
- Ville de Ferrières (de), issue des Ville, dont également Ville de Ferrières de Quincy, anoblie (1567), comte en 1845 (éteinte en 1970) et Ville de Travernay (éteinte en 1914) ; branche de Ferrière L.P. (1816)[Foras 52], ANF (1990)[22].
- Viry (de) (branche des Sallenove), extraction (1160/62), comte (1598), honneurs de la Cour (1773)[Foras 53],[23],[24].
- Vuillet, Vulliet, branche de Lagnieu, anoblie en 1570 (éteinte fin du

XVIIIe siècle) ; autre branche anoblie par L.P. (1621), marquis d’Yennes par L.P. (1680, 1699) (éteinte en 1830) ; seigneur de Fontanette subsitante),.

### Armorial et nobiliaire de l'ancien duché de Savoie(1863-1910)
1. ↑  Foras 1863-1910, p. 19-21 vol.1.
2. ↑  Foras 1863-1910, p. 81 vol.1.
3. ↑  Foras 1863-1910, p. 211-232 vol.1.
4. ↑  Foras 1863-1910, p. 239-241 vol.1.
5. ↑  Foras 1863-1910, p. 266-270 vol.1.
6. ↑  Foras 1863-1910, p. 279-281 vol.1.
7. ↑  Foras 1863-1910, p. 287-294 vol.1.
8. ↑  Foras 1863-1910, p. 302-303 vol.1.
9. ↑  Foras 1863-1910, p. 313-315 vol.1.
10. ↑  Foras 1863-1910, p. 365-367 vol.1.
11. ↑  Foras 1863-1910, p. 403-404 vol.1.
12. ↑  Foras 1863-1910, p. 5-31 vol.2.
13. ↑  Foras 1863-1910, p. 302-304 vol.3.
14. ↑  Foras 1863-1910, p. 65 vol.2.
15. ↑  Foras 1863-1910, p. 153-156 vol.2.
16. ↑  Foras 1863-1910, p. 163-167 vol.2.
17. ↑  Foras 1863-1910, p. 179-184 vol.2.
18. ↑  Foras 1863-1910, p. 218-225 vol.2.
19. ↑  Foras 1863-1910, p. 195-202 vol.2.
20. ↑  Foras 1863-1910, p. 267-268 vol.2.
21. ↑  Foras 1863-1910, p. 361-365 vol.2.
22. ↑  Foras 1863-1910, p. 317-354 vol.2.
23. ↑  Foras 1863-1910, p. 376 vol.2.
24. ↑  Foras 1863-1910, p. 407-422 vol.2.
25. ↑  Foras 1863-1910, p. 43-49 vol.3.
26. ↑  Foras 1863-1910, p. 144-149 vol.3.
27. ↑  Foras 1863-1910, p. 126-133 vol.3.
28. ↑  Foras 1863-1910, p. 150-151 vol.3.
29. ↑  Foras 1863-1910, p. 202-210 vol.3.
30. ↑  Foras 1863-1910, p. 219-222 vol.3.
31. ↑  Foras 1863-1910, p. 357-360 vol.3.
32. ↑  Foras 1863-1910, p. 388-398 vol.2.
33. ↑  Foras 1863-1910, p. 423-441 vol.2.
34. ↑  Foras 1863-1910, p. 247-248 vol.3.
35. ↑  Foras 1863-1910, p. 317-319 vol.3.
36. ↑  Foras 1863-1910, p. 337-364 vol.3.
37. ↑  Foras 1863-1910, p. 411-470 vol.3.
38. ↑  Foras 1863-1910, p. 10 vol.4.
39. ↑  Foras 1863-1910, p. 14 vol.4.
40. ↑  Foras 1863-1910, p. 181 vol.4.
41. ↑  Foras 1863-1910, p. 287 vol.4.
42. ↑  Foras 1863-1910, p. 322 vol.4.
43. ↑  Foras 1863-1910, p. 146 vol.5.
44. ↑  Foras 1863-1910, p. 236 vol.5.
45. ↑  Foras 1863-1910, p. 327 vol.5.
46. ↑  Foras 1863-1910, p. 388-395 vol.5.
47. ↑  Foras 1863-1910, p. 459 vol.5.
48. ↑  Foras 1863-1910, p. 582 vol.5.
49. ↑  Foras 1863-1910, p. 590 vol.5.
50. ↑  Foras 1863-1910, p. 614 vol.5.
51. ↑  Foras 1863-1910, p. 638-642 vol.5.
52. ↑  Foras 1863-1910, p. 626 vol.5.
53. ↑  Foras 1863-1910, p. 345 vol.5.
54. ↑  Foras 1863-1910, p. 647-652 vol.5.

### Armorial et nobiliaire de l'ancien duché de Savoie: ou état de la noblesse savoyarde subsistante(2020-2024)
1. 1 2 3 4 5 6 7 8 9 10 11 12 13 14 15 16 17 18 19 20  2024.
2. 1 2 3 4 5 6 7 8 9 10 11 12 13 14 15 16 17 18 19 20 21  2020.

### Catalogue de la noblesse française(1959-2007)
1. ↑  Régis Valette 2007, p. 30.
2. ↑  Régis Valette 2007, p. 147.

### Autres références
1. ↑  Page « La table des familles » (lire en ligne).
2. ↑  Clément 2024, p. 108.
3. ↑  Clément 2024, p. 118.
4. ↑  Clément 2024, p. 126.
5. ↑  Clément 2024, p. 135.
6. ↑  Bernard Andenmatten, « de Blonay » dans le Dictionnaire historique de la Suisse en ligne, version du 25 janvier 2018.
7. ↑  Clément 2024, p. 206.
8. ↑  Clément 2024, p. 208.
9. ↑  Clément 2024, p. 240.
10. 1 2 3  Clément 2024, p. 257.
11. ↑  Clément 2024, p. 268.
12. ↑  Clément 2024, p. 282.
13. ↑  Clément 2024, p. 312.
14. ↑  Benoît de Diesbach Belleroche, Dictionnaire des familles nobles subsistantes de Suisse, Intermède Belleroche, Fribourg, 1996, p. 42 .
15. ↑  Gustave de Rivoire de La Bâtie, L'armorial de Dauphiné, Lyon, impr. de L. Perrin, 1867 (lire en ligne), p. 543-544.
16. ↑  Gustave de Rivoire de La Bâtie, L'armorial de Dauphiné, Lyon, impr. de L. Perrin, 1867 (lire en ligne), p. 616-618.
17. ↑  Clément 2024, p. 966.
18. ↑  Clément 2024, p. 985.
19. ↑  Clément 2024, p. 1013.
20. 1 2  Clément 2024, p. 1046.
21. ↑  Clément 2024, p. 1051.
22. ↑  Clément 2024, p. 1056.
23. ↑  Roberto Biolzi, « Viry, de » dans le Dictionnaire historique de la Suisse en ligne, version du 3 janvier 2015.
24. ↑  Clément 2024, p. 1062.
25. ↑  Clément 2024, p. 1065.

#### Ouvrages régionaux
- Amédée de Foras, Armorial et nobiliaire de l'Ancien duché de Savoie, vol. 5 + 1, Grenoble, Allier Frères, 1863-1938, poursuivis par François-Clément de Mareschal de Luciane, Pierre de Viry et  Félix Bouvier d'Yvoire. Volumes consultables sur Gallica :
  - Volume 1 : Achard-Chevaliers de l'ordre de..., 1863 (lire en ligne)
  - Volume 2 : Chevelu (de)- Forestier, 1878 (lire en ligne)
  - Volume 3 : Fornerat - Menthonay, 1893 (lire en ligne)
  - Volume 4 : Merande-Portier de Mauriène, 1900
  - Volume 5 : Portier de Rumilly - Vulliet, 1910
  - Volume 6 : Supplément, 1938 (lire en ligne)
- Thierry d'Asnières de Veigy et Damien Greyfié de Bellecombe, Armorial et nobiliaire de l'ancien duché de Savoie : ou état de la noblesse savoyarde subsistante, vol. 1, Rumilly, Association des Continuateurs de l'Armorial de Savoie, 2020, 629 p. (ISBN 979-10-699-6074-9), p. 21 familles.
- Thierry d'Asnières de Veigy, Damien Greyfié de Bellecombe et Christian Regat, Armorial et nobiliaire de l'ancien duché de Savoie : ou état de la noblesse savoyarde subsistante, vol. 2, Rumilly, Association des Continuateurs de l'Armorial de Savoie, 2024, 632 p. (ISBN 978-2-95903-850-1), p. 20 familles.

#### Autres ouvrages
- Régis Valette, Catalogue de la noblesse française, 1959-2007 (BNF 31521922). L'ouvrage a eu six rééditions dont plusieurs sont utilisées par les références de l'article :
  - Régis Valette, Catalogue de la noblesse française, Robert Laffont, 1989 (BNF 36638580)
  - Régis Valette, Catalogue de la noblesse française au XXIe siècle, Paris, Éditions Robert Laffont, 2002, 410 p. (ISBN 2-221-09701-7)
  - Régis Valette, Catalogue de la noblesse française, Paris, Éditions Robert Laffont, 2007, 414 p. (ISBN 978-2-221-10875-8)